# 508 a. C.
El año 508 a. C. fue un año del calendario romano prejuliano. En el Imperio romano se conocía como el Año 246 Ab urbe condita. 

## Acontecimientos
- Conjura de patricios para el retorno de Lucio Tarquinio. Ejecución de los hijos del cónsul Lucio Junio Bruto (Tito y Tiberio Junio) y de los sobrinos del cónsul Colatino (Lucio y Marco Aquilio).
- Derrota de los ejércitos etruscos de las ciudades de Veyes y Tarquinos bajo el mando de Lucio Tarquinio y de su hijo, Arrunte. Muerte del cónsul Lucio Junio Bruto y de Arrunte Tarquinio, hijo de Lucio Tarquinio.
- Lars Porsena, rey de Clusium (Etruria) ataca Roma.
- Defensa del puente por Publio Horacio Cocles. Tratado de paz entre Roma, Veyes y Clusium.
- Primer tratado de paz y amistad entre las ciudades de Roma y Cartago.
- Los persas conquistan la isla de Samotracia.
- Atenas comienza su era democrática tras la reforma de Clístenes.
- Atenas solicita una alianza con Persia.

## Nacimientos
- Pitágoras, filósofo y matemático griego, descubridor del teorema que lleva su nombre.

- Datos: Q241234